# Ljubiša Kočinac
Ljubiša Kočinac (Donja Zleginja, 1947) srpski je matematičar i radi kao redovan profesor na Univerzitetu u Nišu. Njegovi istraživački interesi uključuju aspekte topologije, naročito principe selekcije, topološke igre, topološke prostore i matematičku analizu. Konkretno, on je uveo principe selekcije zvezda. Završio je doktorat, fokusiran na kardinalne funkcije, na Univerzitetu u Beogradu 1983. godine, pod nadzorom Đuro Kurepe. Kočinac je objavio preko 160 radova i četiri knjige iz topologije, realne analize i teorije polja.

## Biografija
Ljubiša Kočinac rođen je 3. januara 1947. godine u Donjem Zleginju kod Aleksandrovca, u Srbiji. U rodnom gradu završio je osnovnu školu. Radoznalost za matematiku došla je do izražaja posebno u sedmom i osmom razredu osnovne škole. Završio je Učiteljsku školu u Kruševcu.
Studije matematike završio je na Prištinskom univerzitetu. Kao srednjoškolski profesor matematike u Gimnaziji u Aleksandrovcu radio je od septembra 1970. do novembra 1973. godine kada je izabran za zvanje asistenta na Filozofskom fakultetu u Nišu. Poslediplomske studije iz matematike završio je 1977. godine na Univerzitetu u Beogradu, gde je i odbranio doktorsku disertaciju 1983. godine. Njegova akademska karijera se stvorila na Univerzitetu u Nišu, a radio je i na Univerzitetu u Prištini. Godine 1993. dobija zvanje redovnog profesora.
Bio je upravnik Odseka za matematiku Filozofskog fakulteta u Nišu u periodu 1988−1990, a od 1998. do 2001. bio je upravnik Instituta za matematiku tog fakulteta. Od 2001. do 2012. bio je koordinator DAAD projekta "Center of Excellence for Applications of Mathematics".

## Nauka kao život
Kao da iz Župe nikuda nije odlazio a izgradio je uspešnu univerzitetsku i naučnu karijeru. Bio je učesnik topoloških simpozijuma širom sveta, na koje se samo eminentni predstavnici ove matematičke discipline pozivaju, predavač po pozivu na mnogim stranim univerzitetima, a čini se da svoju Župu nikada nije napuštao.
Jedna je Župa i jedan je profesor Ljubiša Kočinac.
Među svetskim topolozima profesor Kočinac jedini živi u malom gradu, kakav je Aleksandrovac župski, i sve češće, posle tih naučnih konferencija, dolazi u rodno Zleginje, selo “plavo kao Sredozemlje”, kako veli pesnik. “U tome i jeste lepota posla kojim se bavim. Česti ili relativno česti izlasci u svet uvek su vrsta potrebnog i finog osveženja, intelektualnog i duhovnog provetravanja.
”Iz Zleginja odem u Japan, Italiju ili negde drugde ali se krug opet završi u selu. Povratak ovde je ono najlepše”, kaže profesor Kočinac. Župa je njegova Itaka, u kojoj svakim novim radom potvrđuje da se i daleko od naučne metropole može postati poznat u svetu. Samo kada bi još Srpska akademija više pažnje obratila na naučne poslanike koji žive i rade izvan njenog neposrednog okruženja.

## Karta za elitu
Prvi kursevi topologije su u nas držani od 1965, kada je profesor Đuro Kurepa prešao iz Zagreba na Beogradski univerzitet. Profesor Kočinac je topologiju slušao na trećoj godini studija šezdesetosme. “Budući da je matematika dovoljno apstraktna, istančana misaona disciplina, topologiju sam prihvatio kao nešto blisko mom duhu i mom poimanju nauke. Na studijama nismo imali bogzna kakav kurs, ali sam ja učio mnogo više, čitao knjige koje su se tek pojavile tih godina i napisao prvi seminarski rad iz topologije. Rekao sam sebi: ako se budem ozbiljno bavio matematikom onda će moj izbor biti topologija. Bila je to početna svest o mogućem bavljenju naučnim radom”.
Dilemu nauka ili školski dnevnik otklonio je kod kod gimnazijalskog profesora, tada na odsluženju vojnog roka, nagovor prijatelja da konkuriše za mesto asistenta na katedri za matematiku Filozofskog fakulteta u Nišu. Već na drugoj godini asistenture, Kočinac je držao vežbe iz topologije i predmet je zadržao do dana današnjeg. Iako je kod akademika Kurepe magistrirao i doktorirao, Kočinac je svoju doktorsku disertaciju Neke osobine kardinalnoznačnih funkcija pripremao na ruskom izvoru, izložen zračenju klasika matematičke topologije Aleksandrova, Arhangeljskog i dr.
Profesor Kočinac je dosad objavio 103 naučna rada u najuglednijim matematičkim časopisima 19 zemalja. Rad, An exemple of a new class of spaces, objavljen u Matematičkom vesniku 35, 1983. godine, bio je svojevrsna ulaznica u svetsku topološku elitu. Kočinac prvi uvodi slabo savršene prostore kao prirodnu generalizaciju klasičnog pojma savršenih prostora pokazavši da je nova klasa zaista šira od klase savršenih prostora. Uveo je i klasu prostora sa slabom G-delta dijagonalom. Ovaj rad Ljubiše Kočinca je uvršten u monografiju, Recent Progress in General Topology II (Elsevier, 2002), čiji su autori H. Benet i J. Lucer. Benet i Lucer ističu da u klasi tzv. generalisano ureneralisano uređenih prostora slabo savršeni prostori ’’jesu jedina prava generalizacija savršenosti’’ i da ’’u toj klasi postojanje slabo savršenih prostora koji nisu savršeni jeste gotovo pravilo’’.

## Bibliografija

### MAGISTARSKA I DOKTORSKA TEZA
1. Lj.Kočinac, Neke osobine kardinalnoznačnih funkcija, Doktorska disertacija, PMF, Beograd, 1983, str. v + 89.
2. Lj.Kočinac, Topološke Ω- i n-grupe, Magistarska teza, PMF, Beograd, 1976, str. iv + 82.

### KNJIGE
1. Lj.Kočinac, S.Djordjević, Zadaci iz linearne algebre i analitičke geometrije, Univerzitet u Nišu, 1999, str. viii + 326.
2. Lj. Kočinac, Linearna algebra i analitička geometrija, Prosveta, Niš, 1997, str. xii + 470 (drugo preradjeno i prošireno izdanje).
3. Lj. Kočinac, A. Mandak, Algebra II, Univerzitet u Prištini, 1996, str. x + 356.
4. Lj. Kočinac, Linearna algebra i analitička geometrija, Univerzitet u Nišu, 1991, str. 346.